# Добинс Хајтс (Северна Каролина)
Добинс Хајтс (енгл. Dobbins Heights) град је у америчкој савезној држави Северна Каролина.

## Демографија
По попису из 2010. године број становника је 866, што је 70 (-7,5%) становника мање него 2000. године.
| Група             | 2000.       | 2010.       |
| Белци             | 127 (13,6%) | 91 (10,5%)  |
| Афроамериканци    | 780 (83,3%) | 733 (84,6%) |
| Азијати           | 2 (0,2%)    | 3 (0,3%)    |
| Хиспаноамериканци | 8 (0,9%)    | 14 (1,6%)   |
| Укупно            | 936         | 866         |